# Eutima gentiana
Eutima gentiana är en nässeldjursart som först beskrevs av Ernst Haeckel 1879.  Eutima gentiana ingår i släktet Eutima och familjen Eirenidae. Inga underarter finns listade i Catalogue of Life.